# 转子动力学
转子动力学是工程力学的一个分支，主要研究喷气发动机、蒸汽渦輪發動機、涡轮机、鼓风机、电动机、水泵的转子运转时的平衡、振动、稳定性以及转速。 這些对确保高速旋转机械的可靠工作有重要意义。